# Andreas Skovgaard
Andreas Skovgaard (født 27. marts 1997) er en dansk fodboldspiller, der spiller for Cracovia.

## Karriere
Han fik sin debut i Superligaen den 28. februar 2015, da han blev skiftet ind i det 90. minut i stedet for Tobias Mikkelsen i 1-1-kampen mod Viborg FF. I sin debutsæson i Superligaen 2014-15 spillede han alle 15 forårskampe, hvoraf 14 af kampene var fra start.
Den 23. marts 2016 blev det offentliggjort, at Andreas Skovgaard havde forlænget kontrakten med FC Nordsjælland frem til den 31. december 2018.